# Phoma chrysanthemicola
Phoma chrysanthemicola är en lavart som beskrevs av Hollós 1907. Phoma chrysanthemicola ingår i släktet Phoma, ordningen Pleosporales, klassen Dothideomycetes, divisionen sporsäcksvampar och riket svampar.   Inga underarter finns listade i Catalogue of Life.